# Anton Mollinary von Monte Pastello

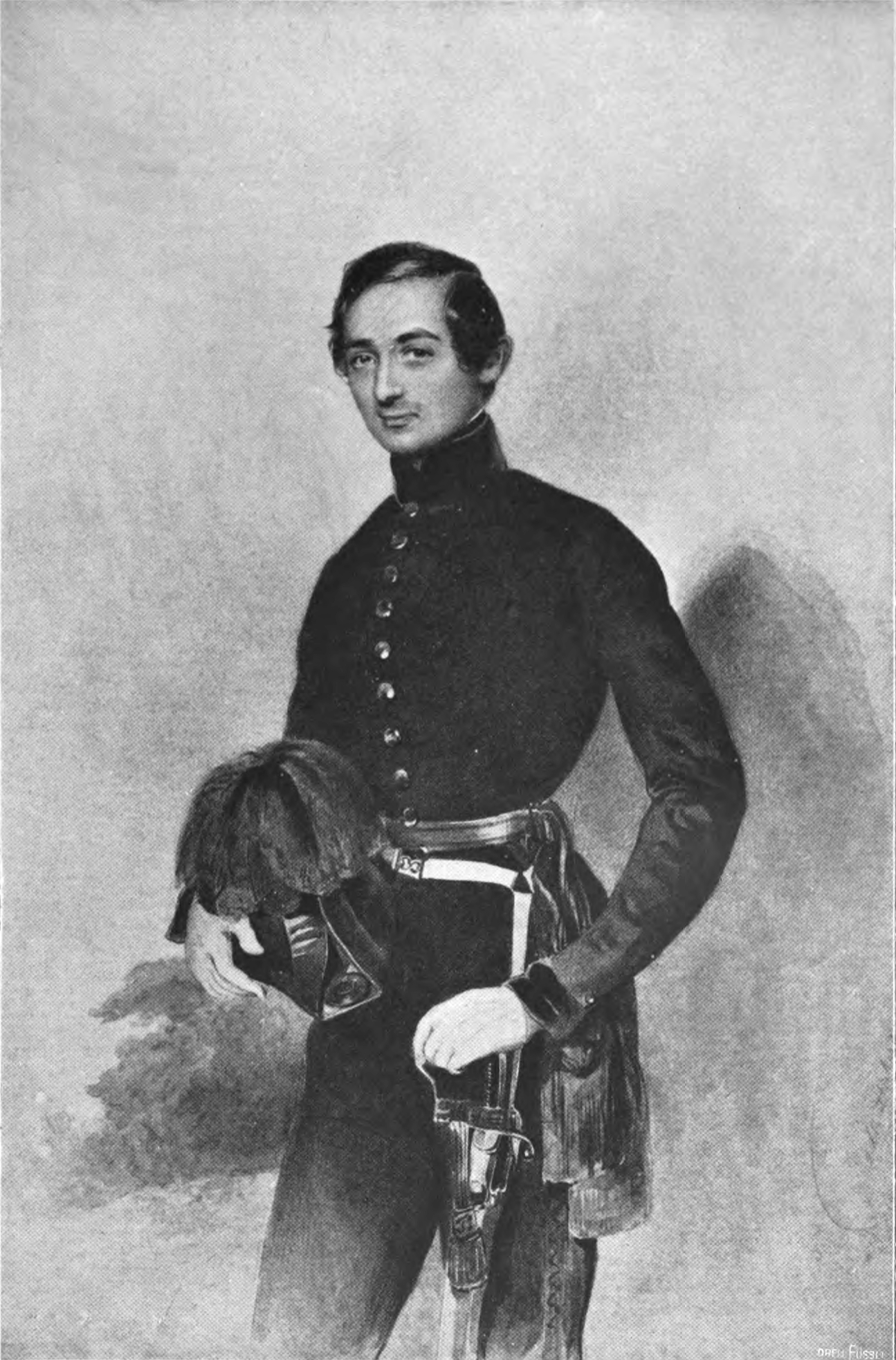
Mollinary, 1843 als Oberleutnant

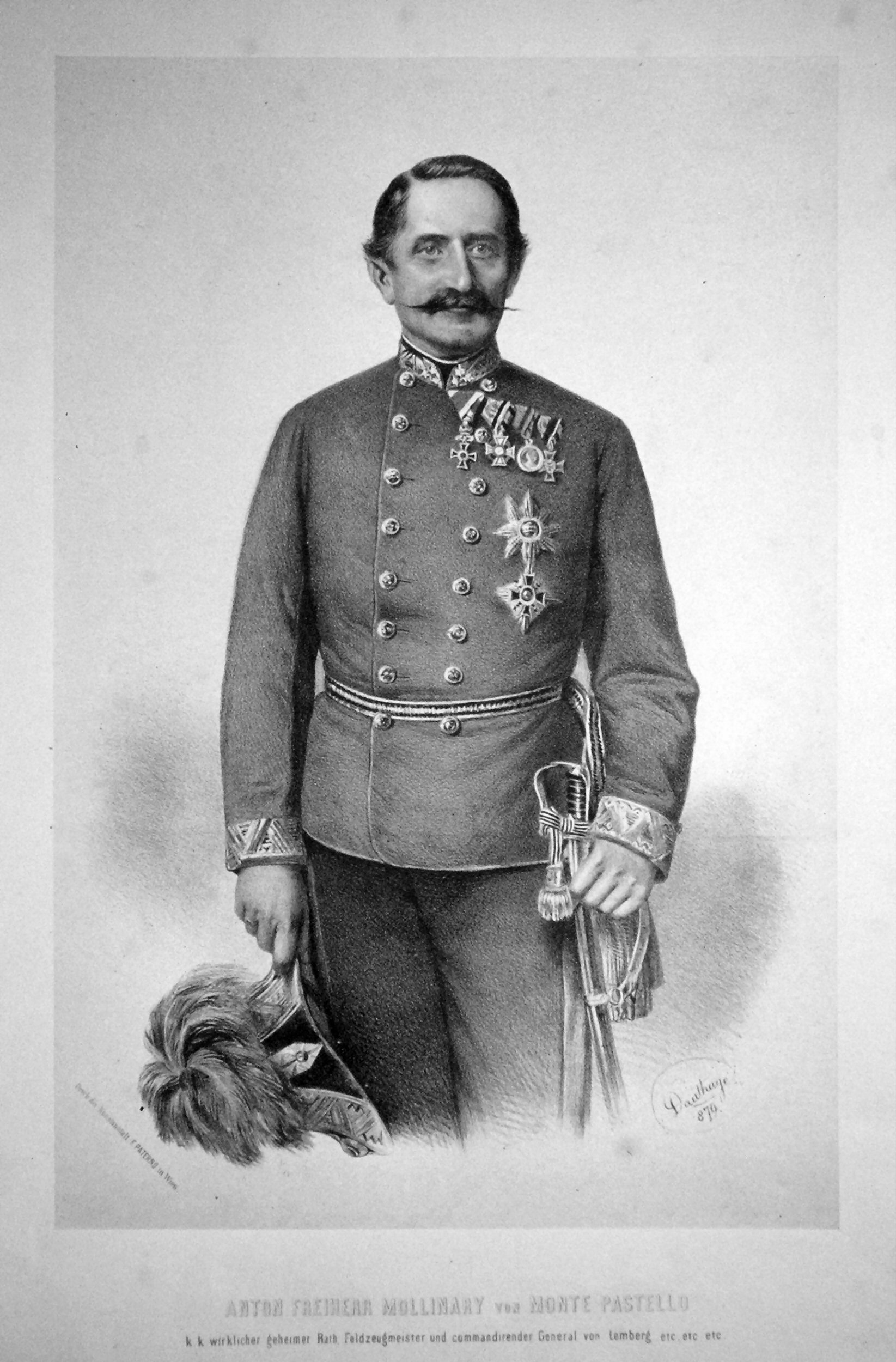
Anton Mollinary von Monte Pastello, Lithographie von Adolf Dauthage, 1879

Freiherr Anton Mollinary von Monte Pastello (* 8. oder 9. Oktober 1820 als Anton Mollinary in Titel (Batschka); † 26. Oktober 1904 in Villa Soave bei Como) war österreichisch-ungarischer Feldzeugmeister und Schriftsteller. Er war der Sohn von Karl Mollinary (1792–1868), Oberstleutnant im Tschaikisten-Grenzbataillon in Titel.
Mollinary war für die militärische Laufbahn ausersehen und trat 1833 als Kadett in die k.k. Pionierschule in der Klosterkaserne in Tulln ein. Im Jahre 1837 als Unterleutnant ausgemustert, wurde er dem „k.k. Galizischen Infanterieregiment Nr. 45“ zugewiesen. Zwei Jahre später wurde er nach Wien in den Stab des Pionierkorps versetzt und dort dem Oberstleutnant Birago (Erfinder eines Pontonbrückensystems – nach ihm wurde die Pionierkaserne in Melk benannt) unterstellt.

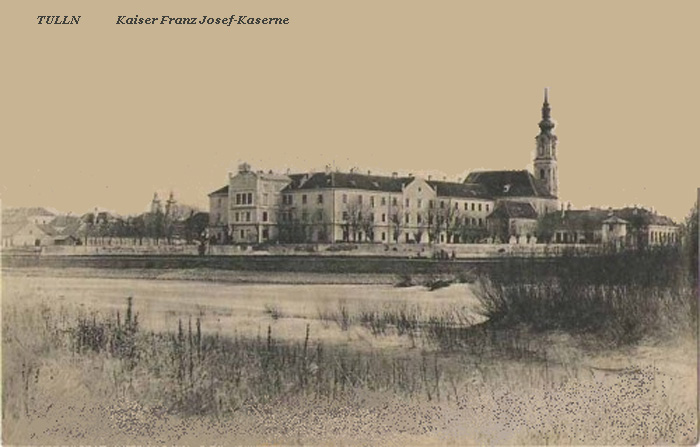
k.k. Pionierschule in Tulln

Nach seiner Versetzung in den Generalquartiermeisterstab begann er 1846 die Vorstellungen von Birago umzusetzen, reorganisierte die k.u.k. Donauflottille und gliederte die Flussschiffe der „Tschaikisten“ (Soldaten der Militärgrenze) in diese ein. Dabei entstand unter seiner Führung auch die Gardaseeflottille, deren Kommandant er bis 1860 war.
Im Jahre 1847 besuchte er auf ausgedehnten Informationsreisen England, Frankreich, Griechenland und die Türkei.
Im Rahmen der Aufstände in Italien in den Jahren 1848/49 war Mollinary der Italienischen Armee des Feldmarschalls Josef Graf Radetzky zugewiesen und nahm an den Feldzügen gegen die Piemontesen teil. Ab September 1850 kommandierte er dann sieben Jahre als Oberstleutnant (ab 1854 als Oberst) das Pionier- und Flottillenkorps zunächst auf der Donau, dann auf den Gewässern in Oberitalien.
Mollinary war 1851 zwischenzeitlich logistisch in die Aufgabe eingebunden, das österreichische Korps nach dem Ersten Schleswig-Holsteinischen Krieg nach Holstein zu bringen, wo es zu Befriedungszwecken eingesetzt wurde.
Am 30. Januar 1858 zum Generalmajor befördert kommandierte er seitdem eine Infanterie-Brigade in Mailand und war während des Sardinischen Krieges 1859 Festungskommandant von Ancona, das zu diesem Zeitpunkt noch zum Kirchenstaat gehörte. Im Jahre 1860 übernahm er das Kommando über eine Brigade in Laibach (Krain). 1864 wurde er dem Stab des V. Armeekorps zugeteilt.
Am 3. Juni 1865 folgte die Beförderung zum Feldmarschallleutnant und die Ernennung zum stellvertretenden Korpskommandanten des IV. Korps.
Im Gefecht bei Schweinschädel in Böhmen, das am 29. Juni 1866 während des Deutschen Krieges stattfand, kämpfte auch Mollinary erstmals gegen das Zündnadelgewehr und musste die waffentechnische Überlegenheit der Preußen zur Kenntnis nehmen. Am 3. Juli 1866 übernahm er in der Schlacht bei Königgrätz das Kommando über das IV. Korps, (dessen Kommandant Feldzeugmeister Tassilo Festetics war schwer verwundet worden) war jedoch ohne Information über den Anmarsch der Armee des preußischen Kronprinzen geblieben, (deren Eingreifen sich als schlachtentscheidend erweisen sollte). Mollinary gab seine defensiven Stellung auf und setzte seine Kräfte zusammen mit dem II. Korps noch am Vormittag gegen den von den Preußen gehaltenen Swiepwald an. Der Angriff wurde unter großen Verlusten abgewiesen und seine Verbände im Anschluss vom preußischen Gardekorps eingekesselt. Mollinary wurde dabei ebenfalls verwundet.
Im Jahre 1868 wurde er zum Generalleutnant befördert, fand zunächst als „Landesvertheidigungs-Ober-Commandant“ in Innsbruck Verwendung und wurde 1870 als Kommandierender General des XIII. Korps und Chef der Verwaltung im kroatisch-slawonischen Grenzland nach Agram versetzt. Am 23. April 1873 folgte die Beförderung zum Feldzeugmeister. Den von ihm erwarteten Oberbefehl über den bosnischen Feldzug erhielt er nicht, da er sich auf Grund seiner Ansichten über ein österreichisches Großkroatien bei den Ungarn und besonders dem Außenminister Julius Graf Andrássy politisch unbeliebt machte und kaltgestellt wurde. Im Jahre 1877 wurde er als kommandierender General zum IX. Korps nach Brünn und im Jahre darauf zum XI. Korps nach Lemberg versetzt.
Am 1. November 1879 trat Mollinary in den Ruhestand, den er auf seiner Besitzung am Comersee verlebte.

## Schriftsteller
Mollinary schrieb mehrere Bücher bzw. Abhandlungen:
- „Reisebericht betreffend Frankreichs Pontonierwesen, Kanonen- u. Mörserboote, schwimmende Batterien, nebst allgemeinen militärischen Notizen über die französische Armee“ (1856)
- „Über die Benützung der Dampf- und Schleppschiffe bei Truppen-Verschiffungen und Fluß-Übergängen“ (1858)
- „Studie über die Operationen und Tactique der Franzosen im Feldzuge 1859 in Italien“ (1864)
- „Erwiderung auf den Artikel „Rückblicke auf d. Krieg 1866““ von S. von Pollatschek, Oberstleutnant im k. k. Generalstabe (1868)
- „46 Jahre im österreichisch-ungarischen Heere 1833–1879“, 2 Bde., (1905) (franz. 1913/14)
- „Die Römerstraßen in der europäischen Türkei“ (1914)

## Sonstiges
Nach Mollinary wurde das, in den Jahren 1850–51 erbaute und damals noch in Österreich-Ungarn gelegene Fort Mollinary benannt. Dieses liegt auf dem Monte Pastello, weswegen sich Mollinary bei seiner Erhebung in den Freiherrenstand wahrscheinlich diesen (frei wählbaren) Namenszusatz aussuchte.
Als Ehrenkommandeur des in Petrovaradin stationierten 70. Regiments ließ er ab 1873 die dortige Festung herrichten und verschönern. Nach ihm sind das Molinari-Tor (serb.: Molinarijeva kapija, Молинаријева капија) und der benachbarte Molinari-Park (serb.: Molinarijev park, Молинаријев парк) benannt. 